# Krydder
En krydder er et morgenbrød, der består af overkrydder og underkrydder, idet man har skåret en krydderbolle over og ristet de to dele i en ovn eller på en brødrister. Krydderbollen er en blød hvedebrødsbolle, der ristes til en krydder, der tidligere også kaldtes en kryddertvebak, idet den jo er bagt ad to omgange som tvebakker.
Ordets oprindelse er knyttet til krydderi, krydderurt, og til det plattyske ord Krut (højtysk Kraut, plante, urt); men i vore dage er der almindeligvis ikke tilsat urter eller andre krydderier til hvedebrødet.